# Мартина Римская
Мартина (умучена в 226 или в 228 году) — святая мученица Римская. День памяти — 30 января.
Святая Мартина, покровительница Рима, пострадала во время правления императора Александра Севера при папе Римском Урбане I.
Рано осиротевшая дочь бывшего консула, святая Мартина настолько откровенно исповедовала свою веру, что не могла избежать преследований во времена императора Александра Севера. Её схватили и понуждали вернуться в язычество, но она отказалась, после чего была подвергнута различным пыткам и в конце концов обезглавлена.
Мощи св. Мартины были обретены 25 октября 1634 года в крипте храма святых Луки и Мартины, расположенного неподалёку от Мамертинской темницы и посвящённого святой. Бывший в ту пору папой Римским Урбан VIII, восстановил храм и составил службу святой.